# Skilanglauf-Weltcup 1987/88
Der Skilanglauf-Weltcup 1987/88 war eine von der FIS organisierte Wettkampfserie. Der Weltcup begann am 12. Dezember 1987 in La Clusaz und endete am 27. März 1988 in Rovaniemi. Höhepunkt der Saison waren die Olympischen Winterspiele 1988 vom 13. bis 28. Februar in Calgary. Die dort ausgetragenen Einzelwettbewerbe wurden auch als Weltcup-Veranstaltungen gewertet.

## Männer

### Podestplätze Männer
| Datum                        | Austragungsort | Disziplin                   | Sieger                                                                          | Zweiter                                                                            | Dritter                                                                |
| ---------------------------- | -------------- | --------------------------- | ------------------------------------------------------------------------------- | ---------------------------------------------------------------------------------- | ---------------------------------------------------------------------- |
| 12.12.1987                   | La Clusaz      | 15 km Freistil              | Torgny Mogren                                                                   | Gunde Svan                                                                         | Pål Gunnar Mikkelsplass                                                |
| 15.12.1987                   | Kastelruth     | 30 km Freistil Massenstart  | Torgny Mogren                                                                   | Gunde Svan                                                                         | Pierre Harvey                                                          |
| 19.12.1987                   | Davos          | 15 km klassisch             | Gunde Svan                                                                      | Pål Gunnar Mikkelsplass                                                            | Jan Ottosson                                                           |
| 09.01.1988                   | Kawgolowo      | 30 km klassisch             | Wladimir Smirnow                                                                | Alexei Prokurorow                                                                  | Christer Majbäck                                                       |
| 10.01.1988                   | Kawgolowo      | 4 × 10 km Staffel Freistil  | SowjetunionOleksandr Batjuk Wladimir Sachnow Wladimir Smirnow Alexei Prokurorow | SchwedenErik Östlund Hans Persson Christer Majbäck Anders Larsson                  | NorwegenArne Vidar Olsen Geir Holte Per Knut Aaland Tor Håkon Holte    |
| 15.01.1988                   | Štrbské Pleso  | 15 km Freistil              | Torgny Mogren                                                                   | Holger Bauroth                                                                     | Giachem Guidon                                                         |
| 16.01.1988                   | Štrbské Pleso  | 4 × 10 km Staffel klassisch | SchwedenJan Ottosson Lars Håland Gunde Svan Torgny Mogren                       | ÖsterreichMarkus Gandler Alois Stadlober André Blatter Alois Schwarz               | TschechoslowakeiLadislav Švanda Miloš Bečvář Radim Nyč Václav Korunka  |
| Olympische Winterspiele 1988 |                |                             |                                                                                 |                                                                                    |                                                                        |
| 15.02.1988                   | Calgary        | 30 km klassisch             | Alexei Prokurorow                                                               | Wladimir Smirnow                                                                   | Vegard Ulvang                                                          |
| 19.02.1988                   | Calgary        | 15 km klassisch             | Michail Dewjatjarow                                                             | Pål Gunnar Mikkelsplass                                                            | Wladimir Smirnow                                                       |
| 24.02.1988                   | Calgary        | 4 × 10 km Staffel Freistil  | SchwedenJan Ottosson Thomas Wassberg Gunde Svan Torgny Mogren                   | SowjetunionWladimir Smirnow Wladimir Sachnow Michail Dewjatjarow Alexei Prokurorow | TschechoslowakeiRadim Nyč Václav Korunka Pavel Benc Ladislav Švanda    |
| 27.02.1988                   | Calgary        | 50 km Freistil              | Gunde Svan                                                                      | Maurilio De Zolt                                                                   | Andy Grünenfelder                                                      |
| 12.03.1988                   | Falun          | 30 km Freistil              | Pierre Harvey                                                                   | Holger Bauroth                                                                     | Kari Ristanen                                                          |
| 13.03.1988                   | Falun          | 4 × 10 km Staffel Freistil  | SchwedenJan Ottosson Gunde Svan Torgny Mogren Christer Majbäck                  | NorwegenBjørn Dæhlie Torgeir Bjørn Pål Gunnar Mikkelsplass Vegard Ulvang           | ItalienMarco Albarello Giorgio Vanzetta Maurilio De Zolt Silvano Barco |
| 17.03.1988                   | Oslo           | 4 × 10 km Staffel klassisch | NorwegenArild Monsen Pål Gunnar Mikkelsplass Torgeir Bjørn Vegard Ulvang        | Schweden IJan Ottosson Torgny Mogren Christer Majbäck Gunde Svan                   | Schweden IIThomas Eriksson Henrik Forsberg Lars Håland Benny Kohlberg  |
| 19.03.1988                   | Oslo           | 50 km Freistil              | Pierre Harvey                                                                   | Silvano Barco                                                                      | Maurilio De Zolt                                                       |
| 27.03.1988                   | Rovaniemi      | 50 km klassisch             | Pål Gunnar Mikkelsplass                                                         | Oddvar Brå                                                                         | Harri Kirvesniemi                                                      |

### Weltcupstände Männer
| Rang | Name                    | Punkte |
| ---- | ----------------------- | ------ |
| 1.   | Gunde Svan              | 109    |
| 2.   | Torgny Mogren           | 100    |
| 3.   | Pål Gunnar Mikkelsplass | 99     |
| 4.   | Holger Bauroth          | 81     |
| 5.   | Wladimir Smirnow        | 71     |
| 6.   | Pierre Harvey           | 67     |
| 7.   | Vegard Ulvang           | 64     |
| 8.   | Jan Ottosson            | 58     |
| 9.   | Alexei Prokurorow       | 57     |
| 10.  | Kari Ristanen           | 50     |
| 11.  | Uwe Bellmann            | 47     |
| 12.  | Maurilio De Zolt        | 45     |
| 13.  | Oddvar Brå              | 43     |
| 13.  | Michail Dewjatjarow     | 43     |
| 15.  | Harri Kirvesniemi       | 42     |
| 16.  | Christer Majbäck        | 41     |
| 17.  | Giachem Guidon          | 36     |
| 18.  | Silvano Barco           | 30     |
| 19.  | Thomas Wassberg         | 28     |

| Rang | Name               | Punkte |
| ---- | ------------------ | ------ |
| 20.  | Andy Grünenfelder  | 27     |
| 20.  | Gianfranco Polvara | 27     |
| 22.  | Wladimir Sachnow   | 21     |
| 23.  | Thomas Eriksson    | 19     |
| 24.  | Giorgio Vanzetta   | 17     |
| 25.  | Geir Holte         | 16     |
| 26.  | Marco Albarello    | 15     |
| 27.  | Henrik Forsberg    | 13     |
| 28.  | Ladislav Švanda    | 12     |
| 29.  | Torgeir Bjørn      | 11     |
| 30.  | Martin Hole        | 10     |
| 30.  | Dmitri Mikhailev   | 10     |
| 30.  | Albert Walder      | 10     |
| 33.  | Markus Gandler     | 9      |
| 33.  | Anders Larsson     | 9      |
| 33.  | Jari Laukkanen     | 9      |
| 36.  | Oleksandr Batjuk   | 8      |
| 36.  | Hans Persson       | 8      |
| 38.  | Václav Korunka     | 7      |

| Rang | Name               | Punkte |
| ---- | ------------------ | ------ |
| 38.  | Martin Petrásek    | 7      |
| 40.  | Timo Jaakola       | 6      |
| 41.  | Alois Stadlober    | 5      |
| 41.  | Nikolai Simjatow   | 5      |
| 43.  | Jochen Behle       | 4      |
| 43.  | Juri Burlakow      | 4      |
| 43.  | Miron Filippov     | 4      |
| 43.  | Terje Langli       | 4      |
| 43.  | Jeremias Wigger    | 4      |
| 48.  | Jürg Capol         | 3      |
| 48.  | Alfred Runggaldier | 3      |
| 50.  | Jurij Borodavko    | 2      |
| 50.  | Michael Knoth      | 2      |
| 50.  | Larry Poromaa      | 2      |
| 53.  | Sergei Bykow       | 1      |
| 53.  | Silvio Fauner      | 1      |
| 53.  | Giuseppe Puliè     | 1      |
| 53.  | Jari Räsänen       | 1      |
| 53.  | Alois Schwarz      | 1      |

## Frauen

### Podestplätze Frauen
| Datum                        | Austragungsort | Disziplin                   | Sieger                                                                            | Zweiter                                                                        | Dritter                                                                         |
| ---------------------------- | -------------- | --------------------------- | --------------------------------------------------------------------------------- | ------------------------------------------------------------------------------ | ------------------------------------------------------------------------------- |
| 13.12.1987                   | La Clusaz      | 5 km Freistil               | Marianne Dahlmo                                                                   | Jaana Savolainen                                                               | Simone Greiner-Petter                                                           |
| 16.12.1987                   | Bohinj         | 10 km Freistil              | Tamara Tichonowa                                                                  | Anfissa Reszowa                                                                | Antonina Ordina                                                                 |
| 19.12.1987                   | Reit im Winkl  | 5 km Freistil               | Marja-Liisa Kirvesniemi                                                           | Raissa Smetanina                                                               | Marie-Helene Westin                                                             |
| 20.12.1987                   | Reit im Winkl  | 4 × 5 km Staffel klassisch  | NorwegenTrude Dybendahl Anne Jahren Inger Helene Nybråten Marianne Dahlmo         | FinnlandPirkko Määttä Eija Hyytiäinen Marja-Liisa Kirvesniemi Marjo Matikainen | SowjetunionTamara Tichonowa Vida Vencienė Antonina Ordina Raissa Smetanina      |
| 09.01.1988                   | Leningrad      | 10 km klassisch             | Inger Nybråten                                                                    | Vida Vencienė                                                                  | Antonina Ordina                                                                 |
| 10.01.1988                   | Leningrad      | 4 × 5 km Staffel klassisch  | SowjetunionTamara Tichonowa Ljubow Jegorowa Antonina Ordina Vida Vencienė         | NorwegenTrude Dybendahl Solveig Pedersen Anita Moen Inger Helene Nybråten      | SchwedenKarin Svingstedt Carina Görlin Marie Johansson Eva-Lena Karlsson        |
| 15.01.1988                   | Toblach        | 20 km Freistil              | Simone Greiner-Petter                                                             | Anna-Lena Fritzon                                                              | Marie-Helene Westin                                                             |
| 16.01.1988                   | Toblach        | 4 × 5 km Staffel Freistil   | SchwedenKarin Svingstedt Anna-Lena Fritzon Magdalena Wallin Marie-Helene Westin   | DDRSusann Kuhfittig Simone Opitz Silke Braun Simone Greiner-Petter             | NorwegenMarit Elveos Anette Bøe Inger Lise Hegge Marit Wold                     |
| Olympische Winterspiele 1988 |                |                             |                                                                                   |                                                                                |                                                                                 |
| 14.02.1988                   | Calgary        | 10 km klassisch             | Vida Vencienė                                                                     | Raissa Smetanina                                                               | Marjo Matikainen                                                                |
| 17.02.1988                   | Calgary        | 5 km klassisch              | Marjo Matikainen                                                                  | Tamara Tichonowa                                                               | Vida Vencienė                                                                   |
| 23.02.1988                   | Calgary        | 4 × 5 km Staffel Freistil   | SowjetunionSwetlana Nageikina Nina Gawriljuk Tamara Tichonowa Anfissa Reszowa     | NorwegenTrude Dybendahl Marit Wold Anne Jahren Marianne Dahlmo                 | FinnlandPirkko Määttä Marja-Liisa Kirvesniemi Marjo Matikainen Jaana Savolainen |
| 25.02.1988                   | Calgary        | 20 km Freistil              | Tamara Tichonowa                                                                  | Anfissa Reszowa                                                                | Raissa Smetanina                                                                |
| 13.03.1988                   | Falun          | 4 × 5 km Staffel klassisch  | Norwegen ITrude Dybendahl Inger Helene Nybråten Anne Jahren Marianne Dahlmo       | FinnlandMarja-Liisa Kirvesniemi Marjo Matikainen Eija Hyytiäinen Pirkko Määttä | Norwegen IIMarit Elveos Marit Wold Anette Bøe Solveig Pedersen                  |
| 17.03.1988                   | Oslo           | 30 km klassisch Massenstart | Marjo Matikainen                                                                  | Marja-Liisa Kirvesniemi                                                        | Marit Wold                                                                      |
| 26.03.1988                   | Rovaniemi      | 4 × 5 km Staffel Freistil   | Finnland IErja Kuivalainen Pirkko Määttä Marja-Liisa Kirvesniemi Marjo Matikainen | Finnland IITiina Pönkä Eija Hyytiäinen Raili Savolainen Jaana Savolainen       | NorwegenTrude Dybendahl Marianne Dahlmo Marit Wold Anne Jahren                  |
| 27.03.1988                   | Rovaniemi      | 10 km Freistil              | Marie-Helene Westin                                                               | Magdalena Wallin                                                               | Swetlana Nageikina                                                              |

### Weltcupstände Frauen
| Rang | Name                    | Punkte |
| ---- | ----------------------- | ------ |
| 1.   | Marjo Matikainen        | 107    |
| 2.   | Marie-Helene Westin     | 92     |
| 3.   | Marja-Liisa Kirvesniemi | 82     |
| 4.   | Tamara Tichonowa        | 81     |
| 5.   | Vida Vencienė           | 78     |
| 6.   | Raissa Smetanina        | 65     |
| 7.   | Marianne Dahlmo         | 62     |
| 8.   | Simone Greiner-Petter   | 59     |
| 9.   | Swetlana Nageikina      | 55     |
| 10.  | Inger Nybråten          | 54     |
| 11.  | Pirkko Määttä           | 52     |
| 12.  | Trude Dybendahl         | 44     |
| 13.  | Anfissa Reszowa         | 40     |
| 14.  | Antonina Ordina         | 36     |
| 15.  | Anna-Lena Fritzon       | 35     |
| 16.  | Marit Wold              | 33     |
| 17.  | Anne Jahren             | 29     |
| 17.  | Susann Kuhfittig        | 29     |

| Rang | Name                    | Punkte |
| ---- | ----------------------- | ------ |
| 17.  | Simone Opitz            | 29     |
| 20.  | Magdalena Wallin        | 27     |
| 21.  | Guidina Dal Sasso       | 23     |
| 21.  | Christine Gilli-Brügger | 23     |
| 21.  | Alžbeta Havrančíková    | 23     |
| 21.  | Evi Kratzer             | 23     |
| 25.  | Karin Lamberg-Skog      | 22     |
| 25.  | Kerstin Moring          | 22     |
| 27.  | Manuela Di Centa        | 21     |
| 28.  | Jaana Savolainen        | 20     |
| 29.  | Ljubow Jegorowa         | 19     |
| 30.  | Marit Elveos            | 16     |
| 31.  | Silke Braun-Schwager    | 15     |
| 32.  | Anette Bøe              | 14     |
| 32.  | Annika Dahlman          | 14     |
| 32.  | Svetlana Kamotskaya     | 14     |
| 32.  | Karin Thomas            | 14     |
| 36.  | Nina Gawriljuk          | 11     |

| Rang | Name                 | Punkte |
| ---- | -------------------- | ------ |
| 36.  | Silke Meyer          | 11     |
| 38.  | Tiina Pönkä          | 10     |
| 39.  | Viera Klimková       | 9      |
| 39.  | Karin Svingstedt     | 9      |
| 41.  | Brit Pettersen       | 7      |
| 41.  | Tuulikki Pyykkönen   | 7      |
| 43.  | Lis Frost            | 5      |
| 43.  | Tatjana Bondarewa    | 5      |
| 45.  | Natalia Furlatowa    | 4      |
| 45.  | Anita Moen           | 4      |
| 45.  | Nina Skeime          | 4      |
| 48.  | Eva-Lena Karlsson    | 3      |
| 49.  | Karin Jäger          | 2      |
| 49.  | Isabelle Mancini     | 2      |
| 51.  | Erja Kuivalainen     | 1      |
| 51.  | Solveig Pedersen     | 1      |
| 51.  | Maria Theurl-Walcher | 1      |